# Daniel Paur
Daniel Paur (Bolzano, 28 novembre 1979) è un ex hockeista su ghiaccio italiano.

## Carriera
Attaccante con doti difensive, Paur ha vestito in massima serie le maglie di HC Gardena (e della squadra che le è succeduta, l'HC Gherdëina), CourmAosta, SHC Fassa e HCJ Milano Vipers, e con quest'ultima squadra ha vinto il titolo italiano al termine della stagione 2001-2002. Nelle serie minori ha giocato anche con l'HC Selva e l'HC Bressanone. Considerato un talento della sua generazione, il suo rendimento e la sua carriera furono limitati da numerosi infortuni.
Ha partecipato a due edizioni del campionato europeo di hockey su ghiaccio Under-18 ed altrettante del mondiale Under-20. Ha giocato anche due incontri amichevoli, nell'agosto del 2000, con la nazionale maggiore, mettendo a segno anche una rete.

## Palmarès
- Campionato italiano: 1

Milano Vipers: 2001-2002
- Supercoppa italiana: 1

Milano Vipers: 2001